# Nafazolin
Nafazolín je učinkovina, ki deluje kot vazokonstriktor (povzroči krčenje krvnih žil) in dekongestiv preko stimulacije alfaadrenergičnih receptorjev. Uporablja se za lokalno vazokonstrikcijo v nosu in očeh.
Patentirali so ga leta 1934, v klinično uporabo pa je prišel leta 1942.

## Klinična uporaba
V pripravkih za uporabo v očeh (kapljice za oči) se uporablja za lajšanje blažje srbečice in pordelosti oči, ki sta posledici draženja (na primer zaradi prahu, dima, megle …) ali očesne alergije (na cvetni prah, trave, živalsko dlako).
V pripravkih za nos se uporablja za simptomatsko zdravljenje vseh oblik rinitisa in sinuzitisa, vnetja srednjega ušesa (za dekongestijo evstahijeve cevi) in krvavitve iz nosu ter kot priprava na rinološke preglede in operacije pri odraslih. Kot drugi nosni dekongestivi lahko ob dolgotrajni uporabi celo poslabša zamašenost nosu, zato se priporoča le občasna uporaba in pri samozdravljenju največ petdnevna neprekinjena uporaba.

## Mehanizem delovanja
Nafazolin je simpatomimetik in deluje kot mešani agonist na adrenergičnih receptorjih α1 in α2.

## Neželeni učinki
Ob uporabi v nosu lahko nafazolin povzroči prehoden pekoč občutek, draženje in suhost sluznice, izcedek iz nosu ter kihanje.
Pri dolgotrajni uporabi kapljic za nos z nafazolinom lahko nastopi reaktivna hiperemija (medikamentozni rinitis) ali atrofični rinitis, lahko pa se razvije tudi odvisnost.
Pri uporabi v očeh lahko nafazolin med drugim povzroči draženje, neprijeten občutek v očesu, pekočo bolečino, zamegljen vid, fotofobijo, solzenje, zvišan očesni tlak, razširjenost zenice, še bolj pordelo oko (»rebound« fenomen) in točkovni keratitis.